# Warenhaus

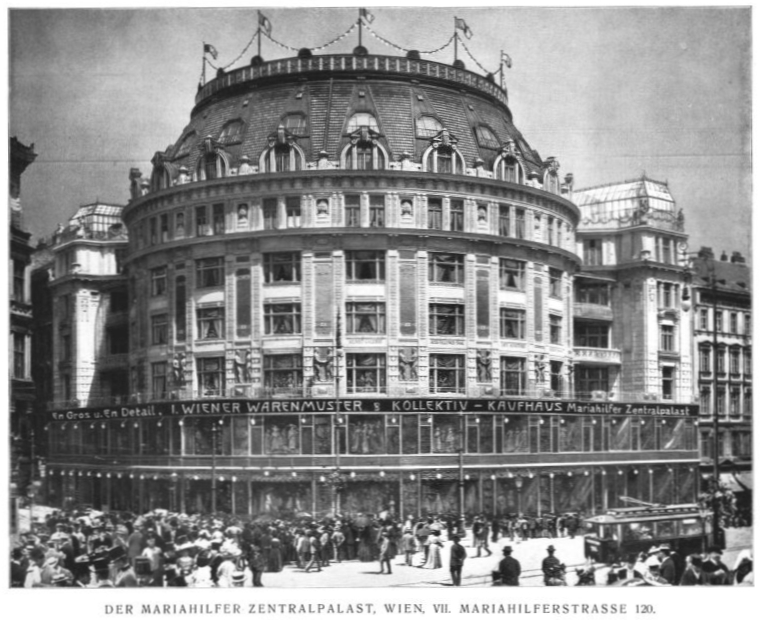
Erstes Wiener Warenmuster und Kollektiv-Kaufhaus – Mariahilfer Zentralpalast (im Jahr nach der Eröffnung, 1912).

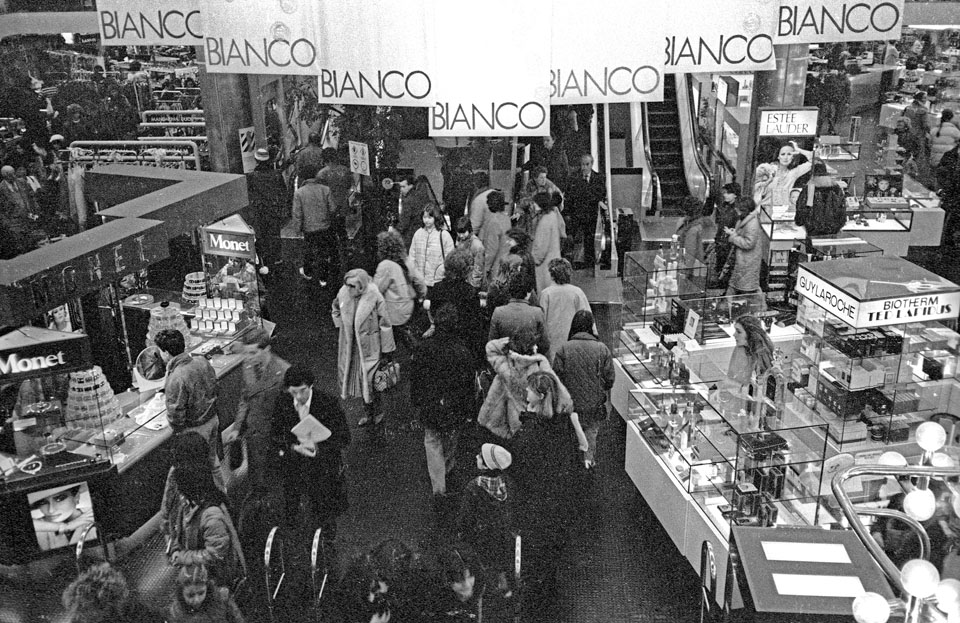
La Rinascente in Mailand, 1983

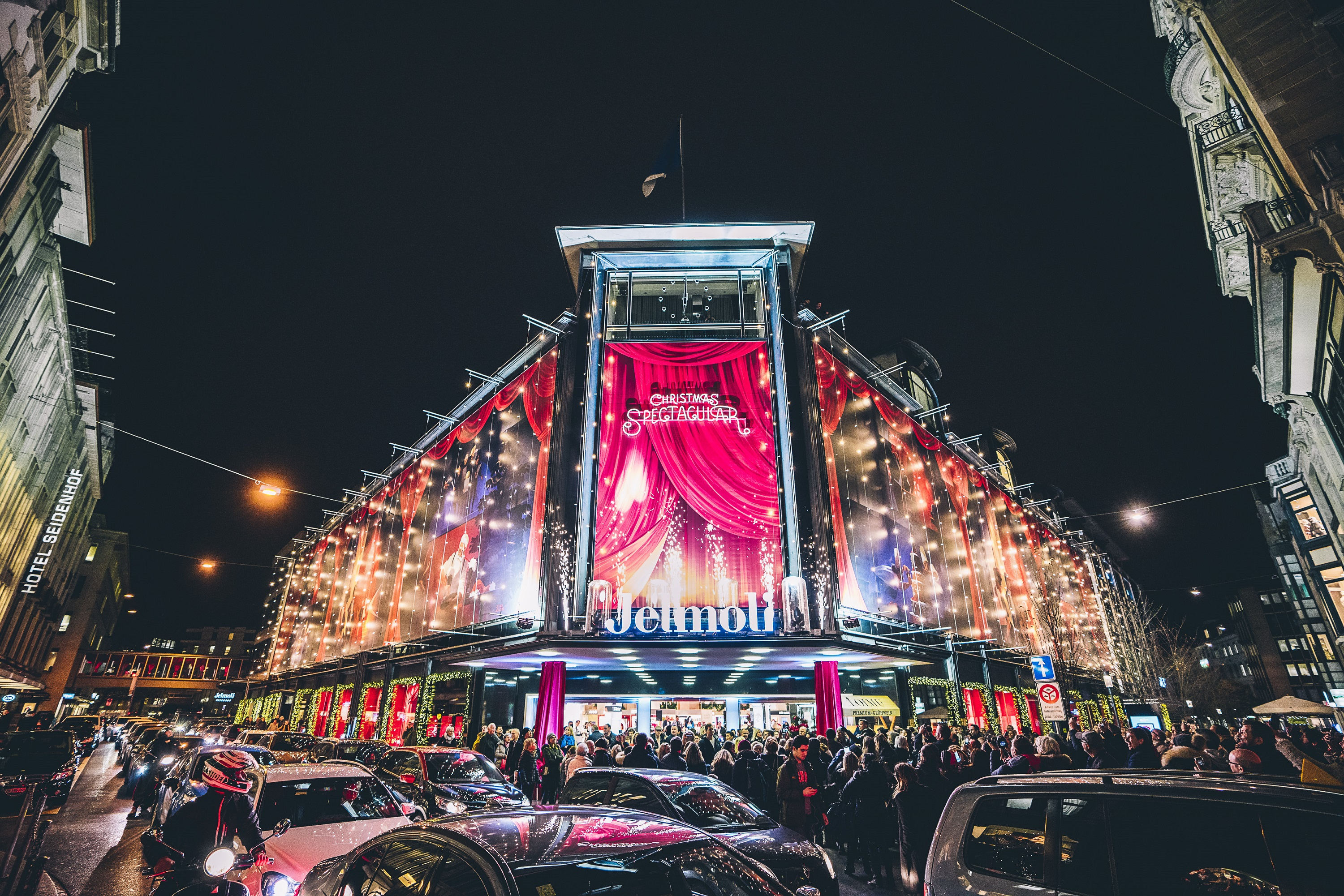
Jelmoli in Zürich zu Weihnachten, 2019

Ein Warenhaus ist ein großes, in der Regel mehrstöckiges Einzelhandelsgeschäft mit großer Verkaufsfläche, in dem Waren jeglicher Art zum Kauf angeboten werden. Es ähnelt einem Kaufhaus, hat gegenüber dem jedoch eine größere Verkaufsfläche und ein breiteres Sortiment, zu dem auch eine Lebensmittelabteilung gehört.

## Allgemeines
Warenhäuser sind nach derzeitiger deutscher Konvention mit einer Verkaufsfläche von mindestens 3000 m² ausgestattet und verfügen über eine hohe Sortimentsbreite und Sortimentstiefe. Typisch für Warenhäuser ist ihr Angebot an Lebensmitteln (englisch food-Sektor) und anderen Waren (englisch non-food-Sektor), während in Kaufhäusern keine Lebensmittel geführt werden. Die große Verkaufsfläche gestattet geräumige Kontaktstrecken, die an den Waren vorbeiführen. Kaufhäuser dagegen weisen eine Verkaufsfläche zwischen 1500 m² und 3000 m² auf, was ein kleineres Sortiment zulässt.
Aufgrund der Größe handelt es sich bei dieser Vertriebsform um großflächige Einzelhandelsbetriebe. Warenhäuser sind vorwiegend in der Innenstadt zu finden, inzwischen zunehmend in Einkaufszentren. Warenhäuser werden meist von großen Handelsketten betrieben, können jedoch auch in speziellen Sparten (z. B. Kosmetik, Technik) untervermietet sein. Im Gegensatz zu einem Supermarkt spielt das Angebot an Lebensmitteln in einem Warenhaus eine eher untergeordnete Rolle.
Vom Warenhaus zu unterscheiden ist das Selbstbedienungswarenhaus (kurz SB-Warenhaus), das zwar auch über eine Fläche von mindestens 3000 m² verfügt, jedoch seinen Schwerpunkt im Bereich Lebensmittel hat (z. B. Kaufland, Marktkauf und Real). Die SB-Warenhäuser bieten im Lebensmittelbereich ein breites und tiefes Angebot und zeichnen sich durch eine Dauerniedrigpreis- oder Sonderangebotspolitik aus. Ihre Standorte sind meist autokundenorientiert.
Umgangssprachlich werden die Begriffe Warenhaus und Kaufhaus weitgehend synonym verwendet. Die beiden Betriebsformen unterscheiden sich jedoch in der Sortimentsgestaltung.

## Geschichte
Die klassischen innerstädtischen Warenhäuser entwickelten sich in den Metropolen der sich industrialisierenden Länder ab dem 19. Jahrhundert. Besonderen Vorbildcharakter hatten dabei Frankreich und die USA. Wie kaum einer anderen Betriebsform des Einzelhandels ist es den Warenhäusern gelungen, die Menschen mit Konsumgütern aus allen Kulturen zu versorgen und damit die kulturelle Funktion des Handels zu betonen.

### Frankreich

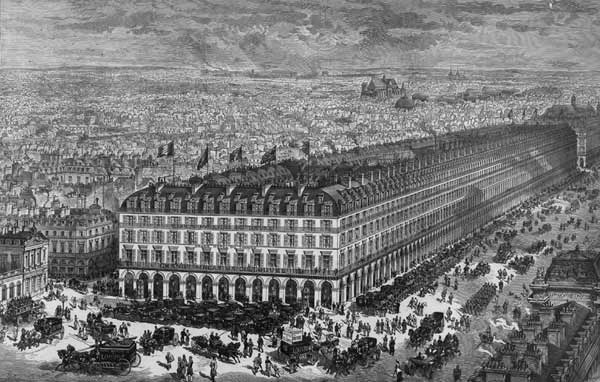
Les Grands Magasins du Louvre, eines der Vorbilder für den Roman Das Paradies der Damen (1877)

Vorstufen der Warenhäuser waren die überdachten Einkaufspassagen des frühen 19. Jahrhunderts, in denen nach orientalischem Vorbild hunderte von Einzelhändlern gemeinsam ihre Waren ausstellten, beispielsweise 1825 der Grand bazar (deutsch „großer Basar“) in Paris mit über 300 Einzelgeschäften. Ähnlich 1827 der Bazar de l’industrie, ein bereits um eine mehrgeschossige Halle zentrierter Baukomplex. Bis heute besteht diese Verwandtschaft von Markthalle und Gemeinschaftswarenhaus.
In Abteilungen gegliederte Großläden gab es bereits im ersten Drittel des 19. Jahrhunderts, allerdings in eher schmuckloser Form, in den angelsächsischen Ländern. Um die Mitte des 19. Jahrhunderts verbreitete sich aber, von Paris ausgehend, das zentral geführte, in Abteilungen gegliederte, moderne innerstädtische Großwarenhaus, gekennzeichnet durch beeindruckende, offen dargebotene Warenfülle, Festpreise, freien Eintritt, großzügiges Umtauschrecht, intensive Reklame und dadurch großen Umsatz bei relativ kleinem Gewinnaufschlag. Diesen Typus von Vertriebsform beschrieb 1884 Émile Zolas Roman Au bonheur des dames, (deutsch Das Paradies der Damen) exemplarisch. Le Bon Marché, 1852 durch Aristide Boucicaut gegründet, lieferte hier das Vorbild, aber auch dessen Konkurrenten, die Grands Magasins du Louvre, 1855 gegründet von Alfred Chauchard, das Warenhaus À la Belle Jardinière (1856), das 1865 durch Jules Jaluzot gegründete Printemps oder La Samaritaine, die ebenfalls 1865 Ernest Cognacq und Marie-Louise Jaÿ gründeten. Aus einem kleinen Wäscheladen entwickelten sich nach 1894 die Galeries Lafayette, heute eine Kaufhauskette.

### Vereinigtes Königreich

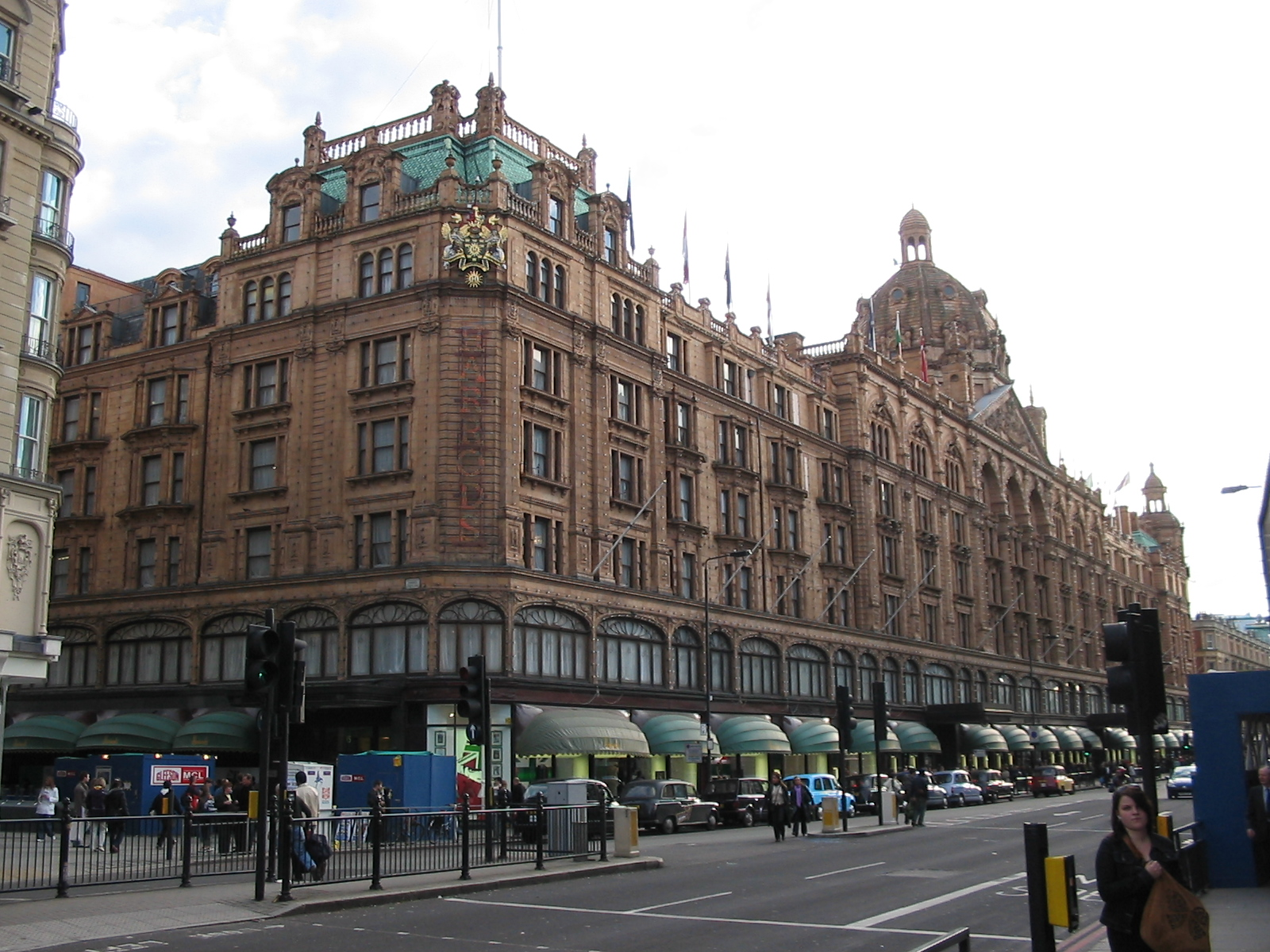
Harrods, London

1834 eröffnete in London Harrods.

### Deutschland

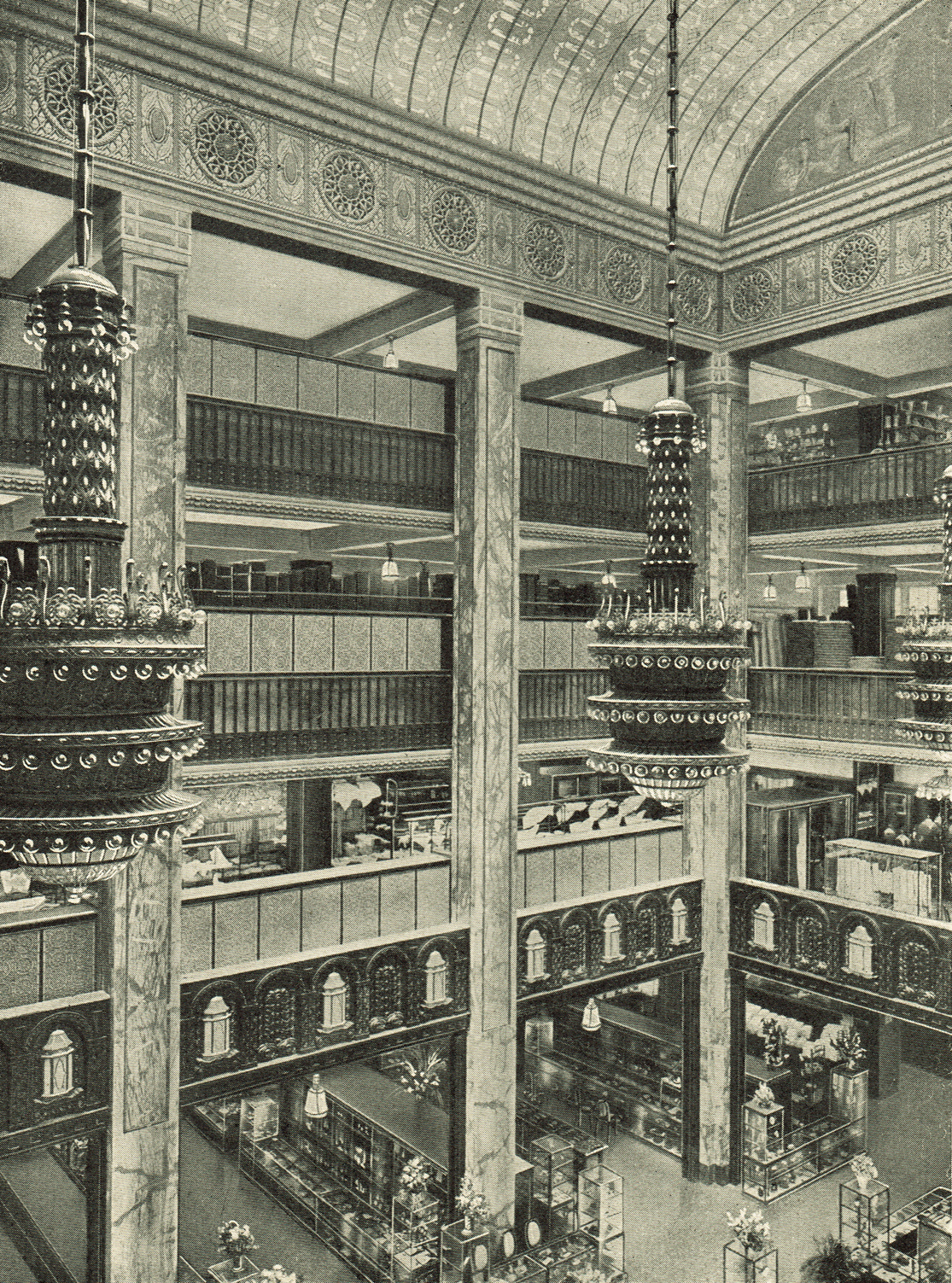
Zentraler Lichthof im Leipziger Warenhaus Althoff, 1914

In Deutschland kam es erst etwas später zur Gründung von Großwarenhäusern. Die Gründer moderner Warenhäuser kamen häufig aus dem Textilhandel, beispielsweise Boucicaut, Marie-Louise Jaÿ, August Herzmansky, Max Emden und Alfred Gerngross. Das Warenhaus war die erste jener modernen Großvertriebsformen des Einzelhandels in Deutschland, die die Rolle des kleinen Kaufmanns durch ihre übermächtige Konkurrenz bedrängten. 
Es kam daher früh zu einer – oft moralisch gefärbten – Kritik am Warenhauswesen, zur Forderung nach eigenen Warenhaussteuern und zu Versuchen, die Entwicklung der Warenhäuser zu hemmen. In Mitteleuropa, wo viele der Warenhausgründer jüdischer Herkunft waren, kam dazu um 1900 ein deutliches Element des Antisemitismus, das auch in der antikapitalistischen Rhetorik des Nationalsozialismus hervorgekehrt wurde. Das Parteiprogramm der NSDAP forderte unter anderem die sofortige Kommunalisierung der Groß-Warenhäuser und ihre Vermietung zu billigen Preisen an kleine Gewerbetreibende. Der Kampfbund für den gewerblichen Mittelstand unter Theodor Adrian von Renteln forderte die Schließung aller Warenhäuser, der Einheitspreisgeschäfte, Konsumgenossenschaften und Filialkettenläden. Nach der Machtergreifung der NSDAP kam es dann aber zwar zu Einzelaktionen wie dem Warenhaussturm in Braunschweig und zu systematischen „Arisierungen“, der Modernisierungsprozess im Einzelhandel wurde dadurch allerdings nicht aufgehalten. 
Nach 1945 und speziell ab den 1960er Jahren zählten dann auch die traditionellen Warenhäuser zu seinen Verlierern, sie verloren mit dem Vordringen der Selbstbedienung und des vorstädtischen Einkaufszentrums ihre Lage- und Preisvorteile und gerieten in vielen Staaten in eine massive Krise – in den „Untergang im Warenmeer“, den ihr Biograph Klaus Strohmeyer schon früh beschwor.
Hatten einst die Warenhäuser den Einzelhandel verdrängt, so verdrängten jetzt große Spezialmärkte zumeist „auf der grünen Wiese“ die klassischen Warenhäuser, welche das Sortiment nun einschränkten. Als erstes wurden Möbel aus dem Sortiment genommen, später folgten teilweise die Heimwerker- und Lebensmittelabteilungen. In den Zentren der Großstädte entwickelten die Warenhauskonzerne (besonders Karstadt) eigene große Fachmarkt-Warenhäuser u. a. für Sportartikel, Unterhaltungselektronik und Haushaltsgeräte, Spielwaren. Die Haupthäuser wurden dabei zu Modefilialen mit Parfümerie, Bücher-, Uhren- aber auch Haushaltswarenabteilungen. Kaufhof (bzw. die Metro AG) entwickelte ein Spezialunternehmen für Unterhaltungs-, Foto- und Haushaltsgeräte (Media-Saturn-Holding) und gliederte aus vielen Häusern die Medienabteilungen als eigenständige Saturn-Filialen aus.
Bis in die 1980er Jahre gab es in Deutschland fünf große Warenhauskonzerne: Karstadt, Kaufhof, Hertie, Horten, Quelle. Daneben betrieben Neckermann und Kaufring eigene Großwarenhäuser. Die großen Konzerne versuchten in den 1970er/80er Jahren eine Geschäftsausdehnung mit SB-Warenhäusern zu erreichen (dazu auch Otto-Versand), scheiterten damit aber schnell. Mittlerweile gibt es in Deutschland nur noch einen einzigen Warenhauskonzern im klassischen Sinn, Galeria Karstadt Kaufhof, der seine Häuser nach und nach auf die einheitliche Marke Galeria umstellt. Eine eigenständige Tradition haben demgegenüber Billigwarenhausketten bzw. Warenhäuser ohne Vollsortiment. Bekannte Namen waren: Bilka (Hertie), Kepa (Karstadt), Kaufhalle (Kaufhof), DeFaKa (Horten) und Woolworth.
Schon an der stark gesunkenen Zahl der Warenhauskonzerne in Deutschland ist die seit den 1990er Jahren geringer gewordene Bedeutung des Warenhauses erkennbar. In der Gegenwart werden der Online-Handel, die generell gesunkene Attraktivität der Innenstädte und ein geändertes Einkaufsverhalten als Gründe für den Niedergang des Warenhauses genannt.

#### DDR

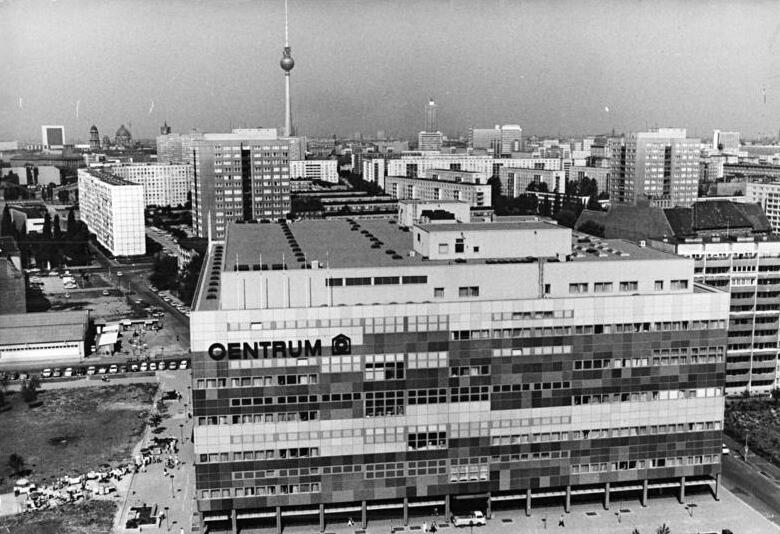
Das Centrum Warenhaus am Berliner Ostbahnhof im Juni 1981 war eine bedeutende Handelseinrichtung in der DDR

In der DDR gab es zwei Warenhausketten, die Centrum Warenhäuser der Handelsorganisation (HO) und die Konsument-Warenhäuser der Konsumgenossenschaft (Konsum (Unternehmen)). 1965 entstand das erste Centrum-Warenhaus der DDR in Karl-Marx-Stadt (im ehemaligen Kaufhaus Schocken Chemnitz). Sie wurden nach der politischen Wende unter den damals noch vier westdeutschen Großkonzernen (Quelle war bereits ausgeschieden) aufgeteilt. Die Konsumentgruppe kam dabei zur Horten AG.

## Bekannte Warenhäuser

### Deutschland
Eine bekannte Warenhauskette in Deutschland ist beispielsweise Galeria. 1879 eröffnete der Kaufmann Leonhard Tietz in Stralsund sein erstes kleineres Textil-Einzelhandelsgeschäft, um dann der wirtschaftlichen Logik folgend ins heutige Wuppertal-Elberfeld zu gehen, das damals als selbständige Stadt Elberfeld zusammen mit seiner Zwillingsstadt Barmen den ersten großen industriellen Ballungsraum Kontinentaleuropas bildete und Hauptsitz der meisten großen Textilunternehmen war, von denen er seine Waren bezog. Er verlegte den Firmensitz nach Elberfeld und gründete hier in der Herzogstraße 1885 das erste Warenhaus klassischer französischer Prägung in Deutschland. Die Warenhausidee griff er hierbei von den Franzosen auf, die dieses Mehrabteilungssystem in einem Haus erfunden hatten. 1891 folgte eine Filiale in Köln und 1905 gründete Tietz die erste Aktiengesellschaft eines Warenhauses. Ebenfalls 1905 eröffneten in München die beiden Warenhäuser Oberpollinger in der Neuhauser Straße und Tietz am Bahnhofplatz, später kam der Roman Mayr (heute Galeria Kaufhof) am Marienplatz hinzu.
Sehr bekannt ist das 1907 eröffnete Berliner Kaufhaus des Westens (KaDeWe), das mit seiner 60.000 m² umfassenden Verkaufsfläche jahrzehntelang als Symbol für den materiellen Wohlstand der westlichen Welt galt. Es gehörte ebenso wie das 1912 in Hamburg eröffnete Alsterhaus zum Hertie-Konzern (heute Karstadt). Auch 1912 eröffnete in der Mönckebergstraße in Hamburg Deutschlands zweitgrößtes Warenhaus, das Karstadt MÖ, das heute zusammen mit dem Sporthaus eine Verkaufsfläche von 43.700 m² ausweisen kann.
Weitere große Warenhäuser sind das vormals zu Hertie gehörende Karstadt München Bahnhofplatz mit knapp 40.000 m² Verkaufsfläche, der Galeria Kaufhof in der Hohen Straße in Köln (36.000 m² Verkaufsfläche), der Galeria Kaufhof am Berliner Alexanderplatz (36.000 m²), das Münchener Kaufhaus Oberpollinger (33.000 m²), Karstadt in Frankfurt/Main (ca. 34.000 m²) und in der Bremer Obernstraße (33.600 m²) sowie das Breuninger-Haupthaus in Stuttgart (35.000 m² Verkaufsfläche), das allerdings einen deutlichen Schwerpunkt auf Bekleidung legt und somit eher Kauf- als Warenhaus ist. Dresden war Schauplatz der dritten Eröffnung eines großen Warenhauses im Jahre 1912. Dort öffnete in der Prager Straße das 1945 ausgebrannte und bis 1953 abgerissene Residenz-Kaufhaus seine Pforten. Seit 1995 steht an seiner Stelle ein neues Warenhaus mit 30 000 m² Verkaufsfläche. Kunsthistorisch bedeutend ist das Jugendstilwarenhaus in Görlitz (Kaufhaus Görlitz).

### Andere Staaten

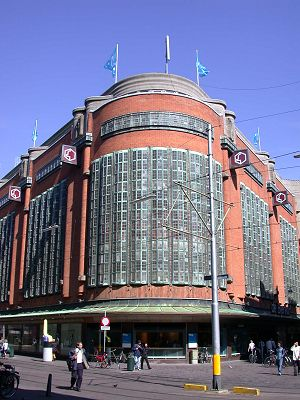
De Bijenkorf in Den Haag

1896 gründete Julius Brann das erste Schweizer Warenhaus. Bekannte Waren- und Kaufhausketten in der Schweiz sind Manor, Coop City, Loeb und Globus, in Österreich Gerngross, Kastner & Öhler, Manufactum und DEZ sowie in Belgien Inno.
International bekannte Warenhäuser, teilweise mit kleineren Filialen in anderen Städten, sind u. a. Printemps und die Galeries Lafayette in Paris, Harrods, Liberty’s und Selfridges in London, El Corte Inglés in Madrid und allen großen Städte Spaniens, Macy’s, Saks Fifth Avenue und Bloomingdale’s in New York, Neiman Marcus in Dallas und anderen Städten der USA, La Rinascente in Mailand, Rom und anderen italienischen Städten, Takashimaya und Mitsukoshi in Tokio, das Warenhaus GUM in Moskau sowie der Gostiny Dwor in Sankt Petersburg.

## Warenhausarchitektur
Nach dem Krieg, insbesondere in den 50er Jahren nahm Deutschland eine Vorreiterrolle in der Warenhausarchitektur ein, da die Stadtkerne zerstört waren. Die Stadtplaner suchten nach Möglichkeiten, die Innenstädte wieder zu beleben, wobei Warenhäuser an zentralen Stellen als Anziehungspunkte wirken sollten, um vorhandene Einkaufsgegenden zu stärken oder zu verlagern. Obwohl in den meisten Fällen neue Gebäude entstanden, wurden vereinzelt auch alte zum Teil kriegsbeschädigte Gebäudeteile in die Neubauten integriert und durch eine einheitliche Fassade kaschiert. Zunehmend wurde die Architektur und vor allem die fensterlose Fassade in das Corporate Design der Unternehmen mit einbezogen. Beispiele sind die Neubauten von Marcel Breuer für die niederländische Kette De Bijenkorf und die Verwendung der Hortenkachel durch Egon Eiermann. Kaufhof verwendete weiße Fassadenplatten. Die Centrum Warenhaus in der DDR ließ alle Bauten von bekannten Metallgestaltern des Landes mitentwerfen.
Trotz den Bestrebungen der „autogerechten Stadt“ war das größte Problem der Mangel und die Schaffung von Parkmöglichkeiten für die Kunden. Viele der frühen Parkhäuser entstanden daher als architektonische Einheit in Verbindung mit Warenhäusern. Zum Angebot der Warenhäuser gehören auch gastronomische Angebote, wie Restaurants und Schnellrestaurants, die häufig mit niedrigen Preisen Besucher in das Haus locken sollen.
Die ornamental gerasterten fensterlosen Fassaden wurden seit den 1980er Jahren mehr und mehr geöffnet und aufgelockert. Die Warenhäuser wurden auch mit Einkaufszentren kombiniert.